# Iglesia del Cristo Salvador (Borki)
La iglesia del Cristo Salvador (en ucraniano: Храм Христа Спасителя) fue una iglesia ortodoxa situada en la actual Birki, Ucrania. El motivo de su construcción en este pueblo fue conmemorar que el zar ruso Alejandro III sobrevivió allí a un accidente de tren en 1888.   

## Geografía
El templo se encontraba en el pueblo de Birki, en el óblast de Járkov de lo que es hoy Ucrania.  

## Historia
El 29 de octubre de 1888, un tren que transportaba a la familia Imperial de Rusia descarriló cerca de Borki. Aunque hubo muchos heridos y muertos, milagrosamente ningún miembro de la familia imperial resultó herido. En Rusia, el rescate de la familia imperial se interpretó como un juicio de Dios sobre la legitimación del gobierno del zar sobre el país. Se construyeron hasta 120 iglesias para expresar gratitud por la salvación.
La construcción del templo se llevó a cabo a expensas del fabricante local I. Voronin. En la ceremonia de colocación de la catedral participaron la emperatriz María Fiódorovna, el futuro Nicolás II de Rusia y otros miembros de la familia real. La instalación estaba bajo el cuidado especial de los ferrocarriles estatales rusos. Además, gracias a las contribuciones de los trabajadores ferroviarios, se construyó un hospital y una residencia de ancianos para antiguos trabajadores ferroviarios que ya no podían trabajar, se abrió una escuela parroquial y se creó una biblioteca que lleva el nombre del zar Alejandro III. El 17 de octubre de 1891 se fundó una capilla en el lugar donde la familia imperial emergió de los restos del tren. En 1908, se erigió un monumento a Alejandro III junto al templo.
Después de la revolución de octubre, la iglesia fue cerrada y convertida en un almacén de sustancias tóxicas.
Durante la Segunda Guerra Mundial, el templo se incendió y la cúpula dorada se derrumbó. El templo y la capilla adyacente fueron finalmente derruidos al final de la guerra (algunos mosaicos sobrevivieron a la destrucción). Actualmente sólo se ha restaurado la capilla del Salvador, que se encontraba a 60 m de la iglesia original y fue restaurada en la década de los 2000. 

## Arquitectura
El templo tenía un estilo neobizantino y fue construida entre 1891 y 1894 bajo el diseño de Robert Marfeld. La iglesia fue diseñada para 1.400 personas y era un edificio majestuoso, rodeado por tres lados por una galería cubierta y coronado por una enorme cúpula dorada. Todo el dorado exterior del templo y capilla era de pan de oro.   
El diseño arquitectónico de muchas otras iglesias de principios del siglo XX, incluida la iglesia de la Epifanía en San Petersburgo y la iglesia de Sofía en Harbin, se remonta a la catedral de Borki.  

## Galería

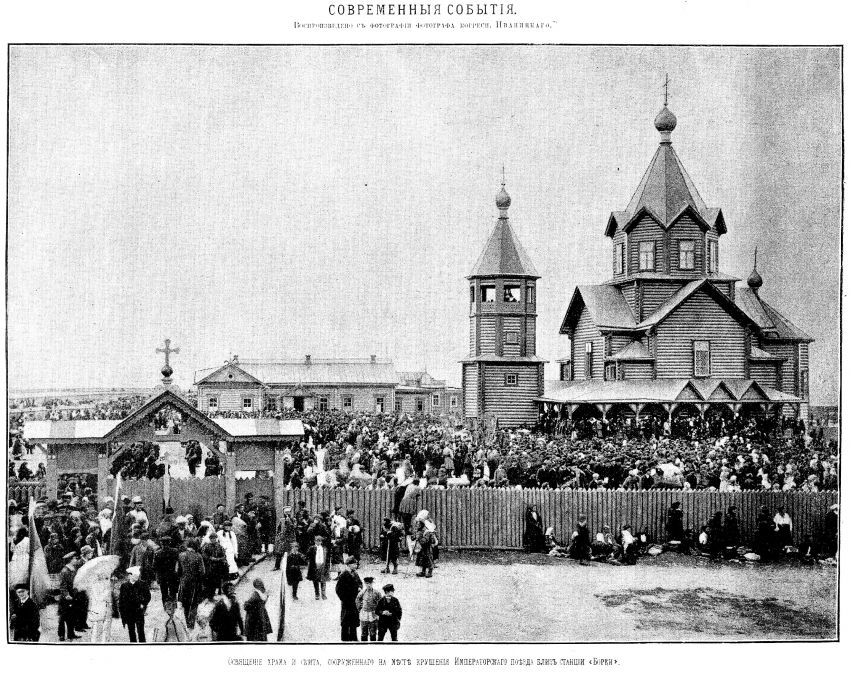
Inicio de la construcción de la iglesia (1889)
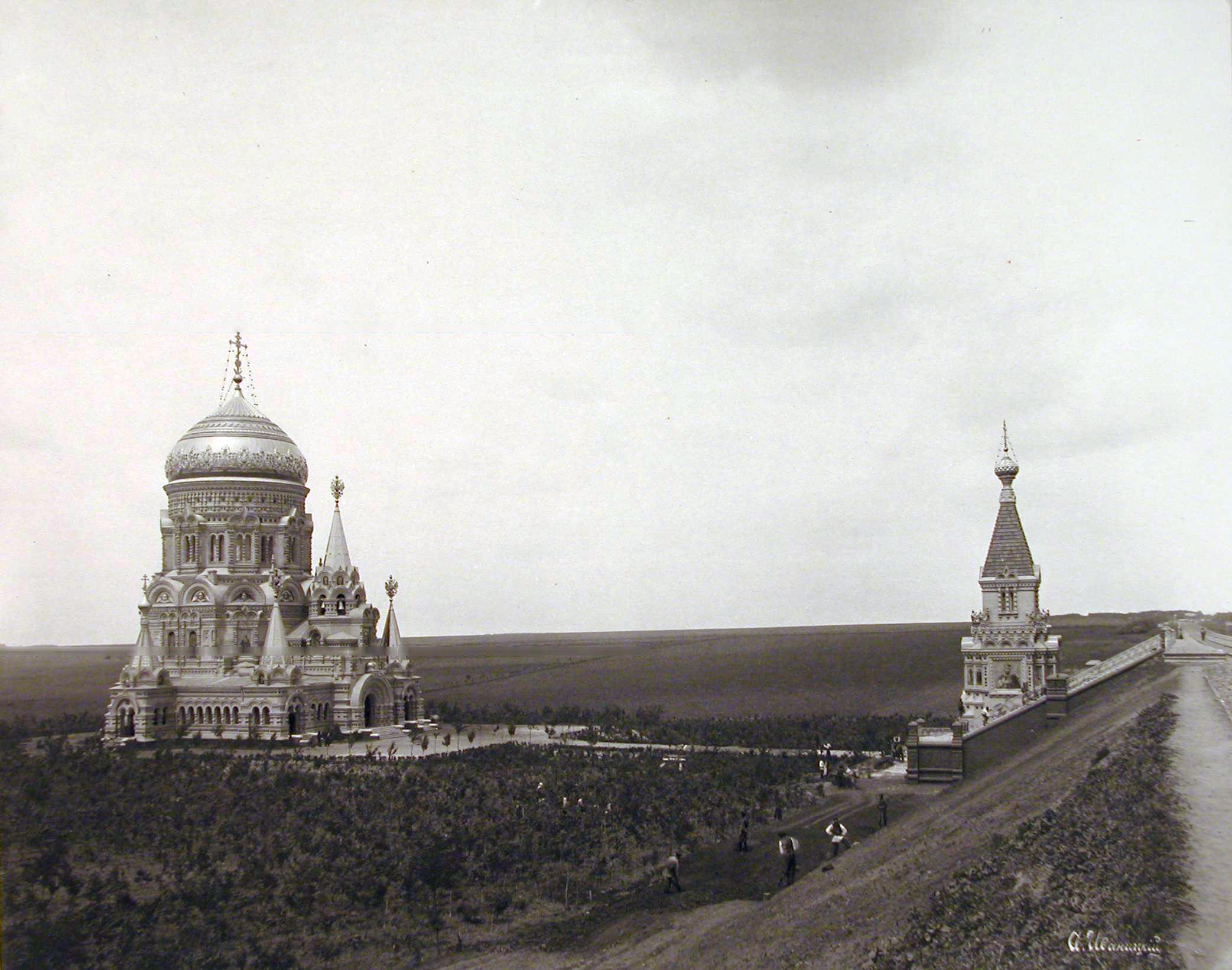
Catedral del Cristo Salvador y la capilla de Birki
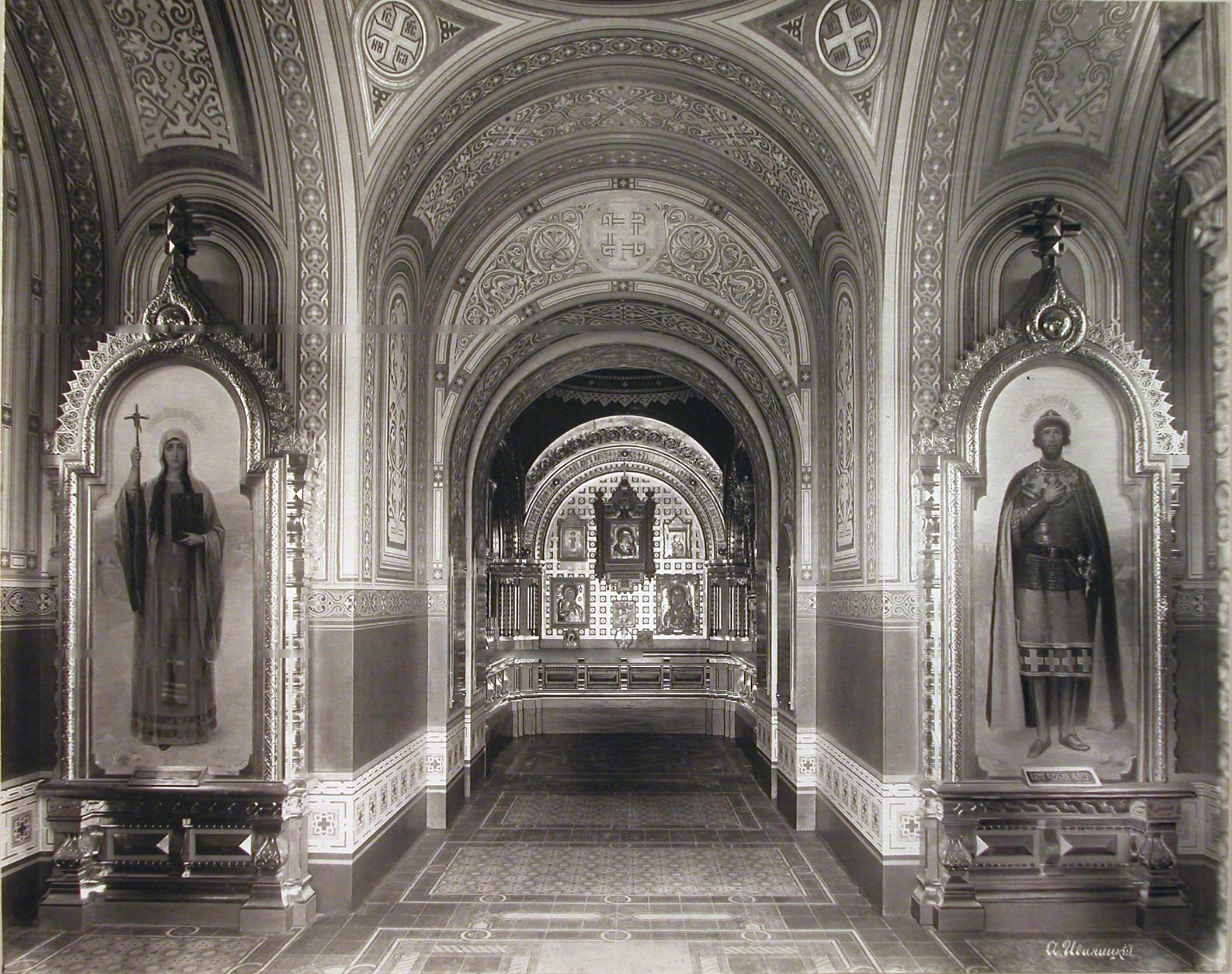
Interior del templo
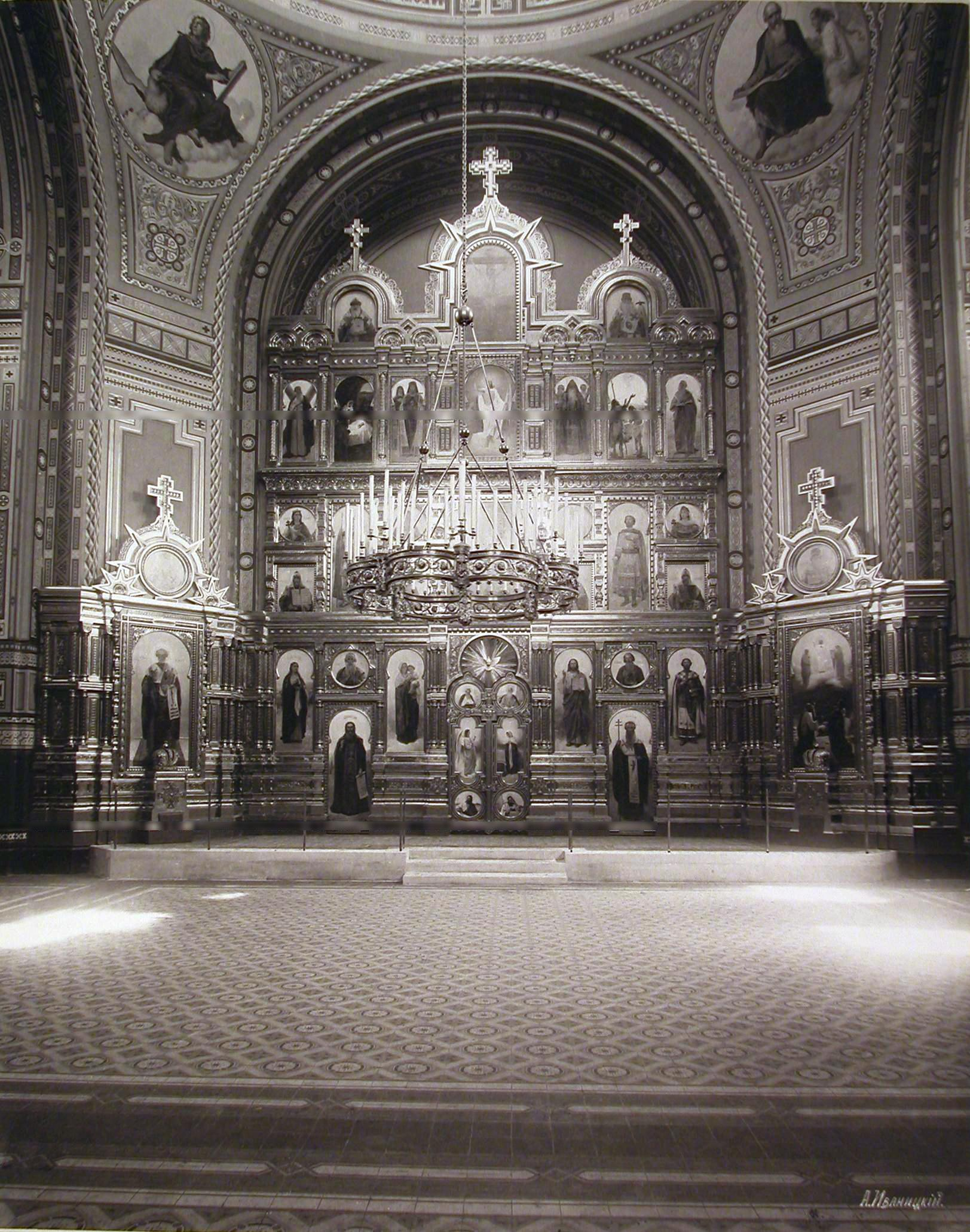
Vista del iconostasio de la catedral